# آنکوس مارکیوس
آنکوس مارکیوس یا آنکوس مارتیوس(۶۴۰ پیش از میلاد تا ۶۱۶ قبل از میلاد)، چهارمین پادشاه از پادشاهان روم بود.

## خاندان
پدر وی مارکیوس نام داشت، که پدر او نیز به نام مارکیوس، از دوستان نزدیک نوما پومپیلیوس محسوب می‌شد. همچنین مادر او پومپیلیا نامیده می‌شد که او نیز دختر نوما پومپیلیوس به‌شمار می‌آمد. بر طبق نوشتهٔ فستوس، مارکیوس نام خانوادگی آنکوس داشت که آن را بر روی سلاح کج و معوج خویش درج کرده بود.

## پادشاهی
آنکوس مارتیوس، به جای تولوس هوستیلیوس پادشاه روم شد و حکمت سپاهیگری او را، دستور کار خویش ساخت. به گفتهٔ دیون کاسیوس، آنکوس دریافت که: برای کسانی که می‌خواهند در صلح به سر برند، کافی نیست از تبهکاری دوری جویند.... اما هرچه آدمی بیشتر شوق صلح داشته باشد، گزندپذیرتر می‌شوند. آنکوس دانست که آرامش طلبی نمی‌تواند انسان را نگاه دارد، مگر آن که با فراهم آوردن ساز و برگ جنگ همراه باشد؛ و همچنین دریافت که شوق رهایی از یوغ بیگانه، کسانی را که شور این رهایی را ناسزاوار در سر داشته‌اند، بزودی به خاک سیاه نشانده‌است.

## اقدامات
بر طبق نوشته لیوی یا همان لیویوس، نخستین اقدام مارکیوس به عنوان پادشاه روم، مأمور کردن پونتیفکس ماکسیموس برای نسخه برداری کردن از متن‌های موجود پیرامون رسوم و آیین‌ها و مراسم مذهبی متداول در روم به ویژه به نقل از تفسیرها و اظهارات نوما پومپیلیوس بود تا امکان عرضهٔ این متون برای عموم فراهم گردد، و رسوم و آیین‌های مذهبی هرگز مورد غفلت قرار نگیرند و مناسک و آداب مربوط به آن به درستی صورت پذیرند.
او با موفقیت در برابر لاتین‌ها جنگید، و تعدادی از آن‌ها را بر روی تپه آونتین سرکوب نمود.
مطابق نوشته‌های لیویوس، این جنگ توسط لاتینی‌ها آغاز شد، چراکه آنان پیش‌بینی می‌کردند که آنکوس همچنان پیگیر و دنباله روی معاهده صلح اتخاذ شده توسط پدربزرگش، نوما پمفیلیوس خواهد ماند. با این تصور لاتین‌ها نخست شروع به تاخت و تاز در سرزمین رم نمودند. وقتی سفارت روم برای جبران خسارت‌های به بار آمده از این تاخت و تازها، از لاتین‌ها درخواست غرامت نمودند، لاتینی‌ها پاسخی تحقیرآمیز به آن‌ها دادند. بر این اساس آنکوس به لاتین‌ها اعلان جنگ نمود. با توجه به آنچه که لیویوس نوشته‌است، بیانیه جنگی رومی‌ها، بیانیه‌ای قابل توجه‌است. چرا که این اولین باری است که رومی‌ها با استفاده از مناسک و آیین‌های فتیال‌ها اعلام جنگ کرده‌اند.
آنکوس مارکیوس، با وضعیت تازه‌ای که در ارتش روم فراهم ساخته بود، راهپیمایی منظم خود و سپاهیانش را، از رم به سمت شهر لاتینی پولیتوریوم (واقع در نزدیکی شهر لانویوم)، آغاز کرد و به صورت طوفانی بر این شهر و اهالیش فرود آمد. ساکنان این شهر از سرزمین خویش رانده شدند و به عنوان شهروندانی جدید، وادار به اقامت بر روی تپه آونتین واقع در رم گردیدند. این شهروندان تازه، پس از جنگ با سابین‌ها و آلبان‌ها، از سنت‌های رومی پیروی کردند و در جامعه رم ادغام شدند. وقتی که پس از خروج این لاتینی‌ها از شهر پولیتوریوم، لاتینی‌های دیگری متعاقباً این شهر خالی را اشغال نمودند، آنکوس دوباره به این شهر هجوم آورد و این بار البته شهر را کاملاً تخریب و نابود نمود. اهالی روستاهای لاتینی تلنائه و فیکانا نیز در این زمان از سرزمینشان اخراج شده و روستاهایشان تخریب گردید.
جنگ آنکوس با قبایل لاتین، سپس در شهر لاتینی مدولّایا متمرکز گردید. این شهر پادگانی قوی داشت و به خوبی تجهیز شده و به صورت شهری غنی درآمده بود. درگیری‌های متعددی در خارج از شهر رخ داد و در نهایت پیروزی نصیب رومی‌ها گردید. آنکوس مارکیوس با غنایم بسیار به رم بازگشت. بیشتر لاتینی‌ها، به عنوان شهروندان جدید به رم آورده شدند و در پای تپه آونتین و در نزدیکی معبد مورسیا اسکان داده شدند.

## یادگارها
آنکوس مارسیوس، ژانیکولوس را در چارچوب شهر رم گنجانید، برج و باروی و استحکامات آن را بنا کرد و دیواری اطراف آن کشید و آن را به وسیلهٔ پل‌های چوبی موسوم به پونز ساب لیکیوس، که در سرتاسر طول رود تیبر ساخت، با شهر رم پیوند داد. وی در زمین‌های حول و حوش شهر، خندق‌هایی موسوم به فوسا کوئیریتیوم بنا کرد که در واقع خندق‌های سنگر بندی شده برای محافظت از شهر بودند. او همچنین برای اولین بار رم، اقدام به ساخت زندان نمود و زندانی به نام مامرتین در این شهر بنا نمود.
از جمله دیگر اقدامات او، گسترش دادن قلمرو روم تا دریا، و تأسیس بندر اوستیا در کنار آن بود. در حوالی این بندر، وی کارگاههای تولید نمک راه اندازی کرد. وی همچنین، مائسیا سیلوا را که، در منطقه شمالی جنگلهای ساحلی رود تیبر واقع بود، از ویه نت‌ها گرفت. به عنوان بازتاب و تجلی این موفقیتی که او در گسترش سرزمینهای روم بدست آورده بود، وی معبد ژوپیتر فرتریوس را، توسعه بخشید.
بر طبق دوباره سازی یا بازنویسی که فاستی تریومفالس از وقایع عصر آنکوس مارکیوس انجام داده‌است، وی دست کم یک پیروزی خود، بر سابین‌ها یا بر ویه نت‌ها را جشن گرفت.
به جای آنکوس مارکیوس، لوسیوس تارکوئینیوس پریسکوس بر تخت سلطنت نشست، حال آن که وی توسط فرزندان آنکوس مارکیوس کشته شد.
خاندان اشرافی مارکیوس رکس، که از پاتریسین‌های رومی محسوب می‌شدند، از اعقاب و نوادگان این پادشاه می‌باشند، و هم در طی دوران جمهوری و هم در دوران امپراتوری رم، همچنان اهمیت و برجستگی خویش را حفظ نمودند.